# Monica S. Lam
Monica Sin-Ling Lam est une informaticienne américaine. Elle est professeure au département d'informatique de l'université Stanford. 

## Biographie
Monica Lam obtient un B.Sc. de l'Université de la Colombie-Britannique en 1980 et un Ph.D. en sciences informatiques de l'université Carnegie-Mellon en 1987.
Monica Lam rejoint la faculté d'informatique de l'université Stanford en 1988. Elle contribue à la recherche sur un large éventail de sujets relatifs aux systèmes informatiques, notamment les compilateurs, l'analyse de programmes, les systèmes d'exploitation, la sécurité, l'architecture matérielle et l'informatique haute performance.
Elle commence par diriger le projet de compilateur SUIF (Stanford University Intermediate Format), qui produit une infrastructure de compilateur largement utilisée connue pour ses optimisations de localité et sa parallélisation interprocédurale. De nombreuses techniques de compilation qu'elle y développe sont adoptées par l'industrie. Ses autres projets de recherche porte sur l'architecture et le compilateur de la machine CMU Warp, les processeurs VLIW et la machine à mémoire partagée Stanford DASH. En 1998, elle prend un congé sabbatique de Stanford pour lancer Tensilica Inc., une société spécialisée dans les processeurs configurables.
Dans un autre projet de recherche, son groupe d'analyse de programmes développe différents d'outils pour améliorer la sécurité et la fiabilité des logiciels. Ils développent un outil appelé BDDBDDB, qui permet aux programmeurs d'exprimer des analyses contextuelles en écrivant des requêtes Datalog.
Elle travaille ensuite sur le traitement automatique des langues, en tant que directrice de la faculté de l'Open Virtual Assistant Lab. Le laboratoire a développé l'assistant vocal open source Almond, avec le parrainage de la Fondation nationale pour la science,. Almond a reçu le prix Best of What's New de Popular Science en 2019.
En 2000, Monica Lam préside la conférence de conception et de mise en œuvre des langages de programmation ACM SIGPLAN. Elle siège au comité de rédaction de l'Association for Computing Machinery Transactions on Computer Systems et à de nombreux comités de programme pour des conférences sur les langages et les compilateurs (PLDI, POPL), les systèmes d'exploitation (SOSP) et l'architecture informatique (ASPLOS, ISCA).